# Убиец на пътя
„Убиец на пътя“ (на английски: Joy Ride) е американски филм на ужасите от 2001 г. на режисьора Джон Дал, по сценарий на Джей Джей Ейбрамс и Клей Тарвър. Във филма участват Стийв Зан, Пол Уокър и Лили Собиески.